# Адила Рауфа Наура Аю
Адила Рафа Наура Аю (Adyla Rafa Naura Ayu; *18 червня 2005, Джакарта) — індонезійська співачка та акторка.

## Творчість
У своєму альбомі виконала близько 9 пісень, зокрема Казка (Dongeng), Високий як небо (Setinggi Langit).
Фільми:
- Доремі та Вас (Doremi & You), 2019 рік
- Наура та Генк Джуара (Naura & Genk Juara), 2017 рік

Пісні:
- Казка (Dongeng), 2014 року
- Високий як небо, 2014 року
- Наважся мріяти (Berani Bermimpi), 2016 року